# 制服の処女 (1958年の映画)
『制服の処女』（独: Mädchen in Uniform）は、 1958年に製作された西ドイツ・フランスの合作映画。 1931年に製作された同タイトルの映画『制服の処女』のリメイク版。

## キャスト
※括弧内は日本語吹替（初回放送1965年4月8、9日 フジテレビ『テレビ名画座』）
- エリーザベト・フォン・ベルンブルク：リリー・パルマー（東恵美子）
- マヌエラ・フォン・マインハルディス：ロミー・シュナイダー（上田みゆき）
- ミア：クリスティーネ・カウフマン（須貝由利子）
- 校長：テレーゼ・ギーゼ（ドイツ語版）（金子亜矢子）
- ミス・フォン・ラケット：ブランディーネ・エビンガー（ドイツ語版）
- プリンセス：アーデルハイト・ゼーク（ドイツ語版）
- イルセ・フォン・ヴェストハーゲン：ザピーネ・シーニエス（平塚裕子）